# Mantova 1911
Mantova 1911 – włoski klub piłkarski z miasta Mantua. W sezonie 2024/2025 klub występuje w rozgrywkach Serie B.